# Všesportovní stadion
Všesportovní stadion – wielofunkcyjny stadion sportowy w Hradcu Králové, w Czechach. Był to stadion piłkarski pierwszoligowego klubu FC Hradec Králové. Obiekt może pomieścić w sumie 7100 widzów. Otwarcie stadionu nastąpiło 11 maja 1966 roku. Stadion przeszedł renowacje w 1974. W 1975 w narożnikach stadionu pojawiły się wysokie na 55 m kolumny, na których zainstalowano okrągłe panele oświetleniowe o średnicy 10,5 m, nazywane potocznie lizakami. W 2021 roku został rozebrany, a na jego miejscu powstał nowy stadion pod dachem areny Malšovická. Zachowano ikoniczne oświetlenie. 